# Tracy Byrd

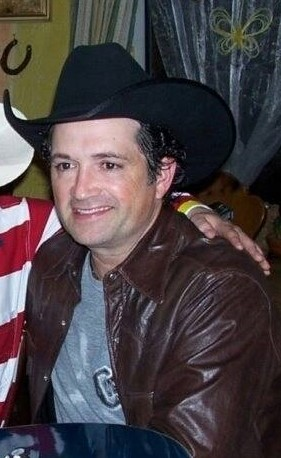
Tracy Byrd nach einem Konzert in der Four Corners Music Hall bei Augsburg 2009

Tracy Byrd (* 18. Dezember 1966 in Vidor, Texas) ist ein US-amerikanischer Country-Sänger, der im Laufe seiner Karriere über vier Millionen Alben verkauft hat. Zwischen 1992 und 2006 hatte er 33 Hits in den US-amerikanischen Country-Charts.

## Leben
Tracy Byrd wuchs in einem Elternhaus auf, in dem er nahezu täglich mit Country-Musik in Berührung kam. Seinen ersten öffentlichen Auftritt hatte er bei einem Talentwettbewerb. Durch die positive Reaktion des Publikums ermutigt, versuchte er, im Musikgeschäft Fuß zu fassen. Mit Gelegenheitsarbeiten verdiente er sich zunächst seinen Lebensunterhalt. Abends trat er in lokalen Clubs auf.
Es gelang ihm schließlich, in einem Club in Beaumont, in dem auch der zu diesem Zeitpunkt noch unbekannte Mark Chesnutt spielte, ein festes Engagement zu erhalten. Als Chesnutt sein Gastspiel beendete, nahm Byrd seinen Platz ein. Er stellte eine eigene Band zusammen, die „Only Way to Fly“.

### Karriere
1992 erhielt Byrd von MCA einen Schallplattenvertrag. Nach zwei mäßig erfolgreichen Singles erreichte er 1993 mit Holdin’ Heaven Platz eins der Country-Charts. Das im gleichen Jahr veröffentlichte Album No Ordinary Man verkaufte sich mehr als zwei Millionen Mal und wurde mit Doppel-Platin ausgezeichnet. Die Singleauskopplung Keeper of the Stars wurde bei dem 1995er Academy of Country Music Awards zum Song des Jahres gekürt und auch für einen CMA Award nominiert.
Bis Ende des Jahrzehnts wurden in kurzen Abständen weitere erfolgreiche Singles und Alben produziert. Einige Male konnte er sich sogar in den Pop-Hitparaden platzieren. 1999 wechselte er zum Label RCA. Dort gelang ihm 2001 mit Ten Rounds with José Cuervo sein zweiter Nummer-eins-Hit.
Byrd wird zu den Neuen Traditionalisten gezählt, die Anfang der 1990er Jahre unter anderem von Texas aus frischen Wind in die stagnierende Country-Szene brachten. Sein aufrichtig wirkender, im Honky Tonk verwurzelter Stil verhalf ihm zu großer Popularität.

## Diskografie

### Alben
| Jahr | Titel                | Höchstplatzierung, Gesamtwochen, AuszeichnungChartplatzierungen (Jahr, Titel, Platzierungen, Wochen, Auszeichnungen, Anmerkungen) | Höchstplatzierung, Gesamtwochen, AuszeichnungChartplatzierungen (Jahr, Titel, Platzierungen, Wochen, Auszeichnungen, Anmerkungen) | Anmerkungen        |
| Jahr | Titel                | US | Country | Anmerkungen        |
| ---- | -------------------- | --- | --- | ------------------ |
| 1993 | Tracy Byrd           | US115 Gold · (6 Wo.)US | Country24 (36 Wo.)Country | MCA                |
| 1994 | No Ordinary Man      | US20 ×2Doppelplatin · (78 Wo.)US                                                                                                  | Country3 (134 Wo.)Country | MCA                |
| 1995 | Love Lessons         | US44 Gold · (31 Wo.)US | Country6 (57 Wo.)Country | MCA                |
| 1996 | Big Love             | US106 Gold · (22 Wo.)US | Country12 (48 Wo.)Country | MCA                |
| 1998 | I’m From The Country | US58 (8 Wo.)US | Country8 (36 Wo.)Country | MCA                |
| 1999 | It’s About Time      | US174 (1 Wo.)US | Country20 (19 Wo.)Country | RCA                |
| 2000 | Ten Rounds           | US119 (3 Wo.)US | Country12 (85 Wo.)Country | RCA                |
| 2003 | The Truth About Men  | US33 (7 Wo.)US | Country5 (50 Wo.)Country | RCA                |
| 2006 | Different Things     | US165 (1 Wo.)US | Country36 (2 Wo.)Country | Blind Mule Records |

Weitere Veröffentlichungen
- 2016: All American Texan

### Kompilationen
| Jahr | Titel                  | Höchstplatzierung, Gesamtwochen, AuszeichnungChartplatzierungen (Jahr, Titel, Platzierungen, Wochen, Auszeichnungen, Anmerkungen) | Höchstplatzierung, Gesamtwochen, AuszeichnungChartplatzierungen (Jahr, Titel, Platzierungen, Wochen, Auszeichnungen, Anmerkungen) | Anmerkungen |
| Jahr | Titel                  | US | Country | Anmerkungen |
| ---- | ---------------------- | --- | --- | ----------- |
| 1993 | Keepers: Greatest Hits | US70 Gold · (10 Wo.)US | Country5 (71 Wo.)Country | MCA         |
| 2005 | Greatest Hits          | US61 (2 Wo.)US | Country14 (14 Wo.)Country | RCA         |

Weitere Veröffentlichungen
- 2000: Tracy Byrd's Wonders of Wildlife
- 2001: The Millennium Collection: The Best of Tracy Byrd
- 2007: The Definitive Collection
- 2012: Icon

### Singles
| Jahr | Titel Album                                              | Höchstplatzierung, Gesamtwochen, AuszeichnungChartplatzierungen (Jahr, Titel, Album, Platzierungen, Wochen, Auszeichnungen, Anmerkungen) | Höchstplatzierung, Gesamtwochen, AuszeichnungChartplatzierungen (Jahr, Titel, Album, Platzierungen, Wochen, Auszeichnungen, Anmerkungen) | Anmerkungen                       |
| Jahr | Titel Album                                              | US | Country | Anmerkungen                       |
| ---- | -------------------------------------------------------- | --- | --- | --------------------------------- |
| 1992 | That’s the Thing About a Memory Tracy Byrd               | — | Country71 (3 Wo.)Country |                                   |
| 1993 | Someone to Give My Love To Tracy Byrd                    | — | Country42 (20 Wo.)Country |                                   |
| 1993 | Holdin’ Heaven Tracy Byrd                                | — | Country1 (20 Wo.)Country |                                   |
| 1993 | Why Don’t That Telephone Ring Tracy Byrd                 | — | Country39 (15 Wo.)Country |                                   |
| 1994 | Lifestyles of the Not So Rich and Famous No Ordinary Man | — | Country4 (20 Wo.)Country |                                   |
| 1994 | Watermelon Crawl No Ordinary Man                         | US81 (5 Wo.)US | Country4 (20 Wo.)Country |                                   |
| 1994 | The First Step No Ordinary Man                           | — | Country5 (20 Wo.)Country |                                   |
| 1995 | The Keeper of the Stars No Ordinary Man                  | US68 (7 Wo.)US | Country2 (20 Wo.)Country |                                   |
| 1995 | Walking to Jerusalem Love Lessons                        | US92 (3 Wo.)US | Country15 (20 Wo.)Country |                                   |
| 1995 | Love Lessons                                             | — | Country9 (20 Wo.)Country |                                   |
| 1996 | Heaven in My Woman’s Eyes Love Lessons                   | — | Country14 (20 Wo.)Country |                                   |
| 1996 | 4 to 1 in Atlanta Love Lessons                           | — | Country21 (20 Wo.)Country |                                   |
| 1996 | Big Love                                                 | — | Country3 (20 Wo.)Country |                                   |
| 1997 | Don’t Take Her She’s All I Got Big Love                  | — | Country4 (20 Wo.)Country |                                   |
| 1997 | Don’t Love Make a Diamond Shine Big Love                 | — | Country17 (20 Wo.)Country |                                   |
| 1997 | Good Ol’ Fashioned Love Big Love                         | — | Country47 (10 Wo.)Country |                                   |
| 1998 | I’m from the Country                                     | US63 (18 Wo.)US | Country3 (28 Wo.)Country |                                   |
| 1998 | I Wanna Feel That Way Again I’m from the Country         | — | Country9 (23 Wo.)Country |                                   |
| 1998 | When Mama Ain’t Happy Keepers: Greatest Hits             | — | Country31 (20 Wo.)Country |                                   |
| 1999 | Put Your Hand in Mine It’s About Time                    | US76 (8 Wo.)US | Country11 (25 Wo.)Country |                                   |
| 1999 | Merry Christmas from Texas Y'all                         | — | Country55 (2 Wo.)Country |                                   |
| 2000 | Love, You Ain’t Seen the Last of Me It’s About Time      | — | Country44 (12 Wo.)Country |                                   |
| 2000 | Take Me with You When You Go It’s About Time             | — | Country43 (8 Wo.)Country |                                   |
| 2001 | A Good Way to Get on My Bad Side Ten Rounds              | — | Country21 (20 Wo.)Country | mit Mark Chesnutt                 |
| 2001 | Just Let Me Be in Love Ten Rounds                        | US64 (10 Wo.)US | Country9 (28 Wo.)Country |                                   |
| 2002 | Ten Rounds with Jose Cuervo Ten Rounds                   | US26 (20 Wo.)US | Country1 (32 Wo.)Country |                                   |
| 2002 | Lately (Been Dreamin’ ’Bout Babies)                      | — | Country38 (16 Wo.)Country |                                   |
| 2003 | The Truth About Men                                      | US77 (5 Wo.)US | Country13 (21 Wo.)Country | feat. Blake Shelton & Andy Griggs |
| 2003 | Drinkin’ Bone The Truth About Men                        | US60 (16 Wo.)US | Country7 (27 Wo.)Country |                                   |
| 2004 | How’d I Wind Up in Jamaica The Truth About Men           | — | Country53 (6 Wo.)Country |                                   |
| 2004 | Revenge of a Middle-Aged Woman Greatest Hits             | — | Country34 (20 Wo.)Country |                                   |
| 2006 | Cheapest Motel Different Things                          | — | Country55 (8 Wo.)Country |                                   |

Weitere Veröffentlichungen
- 2005: Tiny Town
- 2007: Better Places Than This

### Gastbeiträge
| Jahr | Titel Album        | Höchstplatzierung, Gesamtwochen, AuszeichnungChartplatzierungen (Jahr, Titel, Album, Platzierungen, Wochen, Auszeichnungen, Anmerkungen) | Höchstplatzierung, Gesamtwochen, AuszeichnungChartplatzierungen (Jahr, Titel, Album, Platzierungen, Wochen, Auszeichnungen, Anmerkungen) | Anmerkungen                                                 |
| Jahr | Titel Album        | US | Country | Anmerkungen                                                 |
| ---- | ------------------ | --- | --- | ----------------------------------------------------------- |
| 2000 | Now That’s Awesome | — | Country59 (12 Wo.)Country | Bill Engvall feat. Tracy Bird, T. Graham Brown & Neal McCoy |